# Nhóm nitơ
Nhóm nitơ, còn được IUPAC giới thiệu như là nhóm nguyên tố 15, là bất kỳ nguyên tố hóa học thuộc nhóm 15 của bảng tuần hoàn. Các nguyên tố thuộc nhóm này là nitơ (N), phosphor (P), arsenic (As), antimon (Sb), bismuth (Bi) và moscovi (Mc).
Nhóm này có các đặc trưng xác định là mọi nguyên tố thành phần đều có 5 electron ở lớp vỏ electron ngoài cùng, trong đó 2 electron thuộc phân lớp s và 3 electron thuộc phân lớp p. Vì thế, trong trạng thái không bị ion hóa, chúng thiếu 3 electron để có thể lấp đầy lớp vỏ ngoài cùng. Nguyên tố quan trọng nhất trong nhóm này là nitơ (N), nguyên tố này trong dạng phân tử là thành phần cơ bản của khí quyển Trái Đất.

## Đặc điểm

### Hóa học
Giống như các nhóm khác, các nguyên tố thuộc nhóm này thể hiện các kiểu cấu hình electron tương tự nhau, đặc biệt là ở lớp vỏ ngoài cùng, dẫn đến xu hướng hoạt động hóa học tương tự nhau.
| Z   | Nguyên tố | Electron trên mỗi lớp vỏ         |
| --- | --------- | -------------------------------- |
| 7   | Nitơ      | 2, 5                             |
| 15  | Phosphor  | 2, 8, 5                          |
| 33  | Arsenic   | 2, 8, 18, 5                      |
| 51  | Antimon   | 2, 8, 18, 18, 5                  |
| 83  | Bismuth   | 2, 8, 18, 32, 18, 5              |
| 115 | Moscovi   | 2, 8, 18, 32, 32, 18, 5(dự đoán) |

Nhóm này có đặc điểm xác định là tất cả các nguyên tố thành viên đều có 5 electron ở lớp vỏ ngoài cùng, tức là 2 electron ở phân lớp s và 3 electron độc thân ở phân lớp p. Do đó, chúng còn thiếu 3 electron để lấp đầy lớp vỏ electron ngoài cùng ở trạng thái không bị ion hóa. 